# مقاطعة تشيري (نبراسكا)
مقاطعة تشيري (بالإنجليزية: Cherry County)‏ هي إحدى مقاطعات ولاية نبراسكا في الولايات المتحدة الأمريكية.